# Kožva
Kožva, Velká Kožva nebo Kovža (rusky Кожва, Большая Кожва nebo Ковжа) je řeka v Komiské republice na severovýchodě evropské části Ruska. Je dlouhá 194 km. Plocha povodí zasahuje 9560 km².

## Průběh toku
Teče bažinatou krajinou mezi jehličnatými lesy. Ústí zleva do Pečory.

## Přítoky
- zleva – Luza
- zprava – Čikšina

## Vodní režim
Zdrojem vody jsou převážně sněhové srážky. Zamrzá na konci října až na začátku listopadu a rozmrzá na konci dubna až v polovině května.

## Využití
Řeka je splavná pro vodáky.